# Zilora anatolica
Zilora anatolica là một loài bọ cánh cứng trong họ Melandryidae. Loài này được Korge miêu tả khoa học năm 1971.